# Thérmo (Grèce)
Pour les articles homonymes, voir Thermo.
Thérmo (en grec : Θέρμο) est un dème situé dans la périphérie de Grèce-Occidentale en Grèce. Sa forme actuelle est le résultat de fusions dans le cadre du programme Kapodistrias en 1997.
Son siège est la localité homonyme, qui portait jusqu'en 1915 le nom de Kéfalovrysso.
Il tient son nom du sanctuaire antique de Thermos.

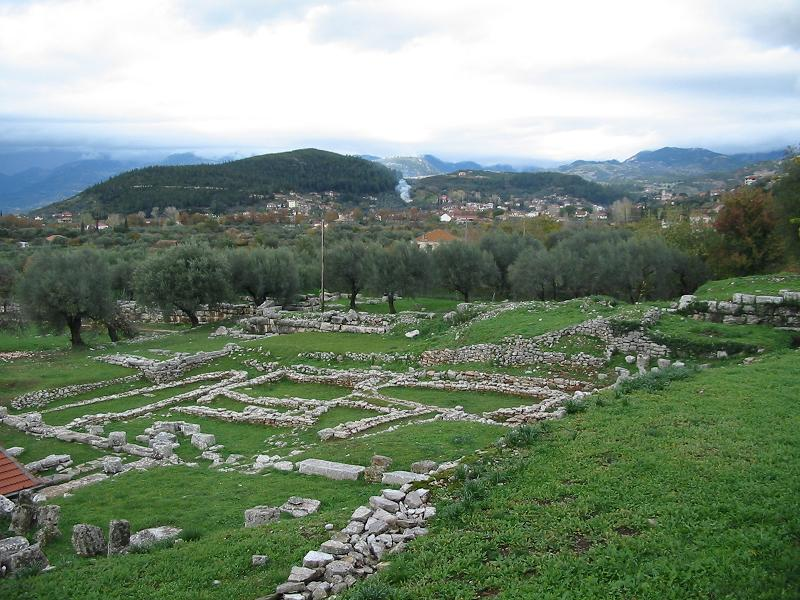
L'ancien Thermo devant le lieu moderne